# Husák
Husák (Hongaars: Ungludas) is een Slowaakse gemeente in de regio Košice, en maakt deel uit van het district Sobrance.
Husák telt 151 inwoners.